# 李慶萍
李庆萍（1962年10月—），中华人民共和国金融界人物、企业家，高级经济师，毕业于南开大学国际金融专业，获经济学硕士学位。
2016年6月30日至2021年3月15日，任中信银行执行董事长
；成为继原华夏银行董事长翟鸿祥之后全国性大中型股份制商业银行第二位女董事长。同时兼任中信集团执行董事，中信股份执行董事、副总经理、执委会委员，中信有限执行董事、副总经理，信诚人寿副董事长，中信国金董事长等职务。
2022年10月，李庆萍到龄退休后。2023年，因卷入中信银行原广州分行行长谢宏儒案件被追责，遭被开除党籍处分，行政待遇从厅局级降为科级。

## 经历
1984年8月至2007年1月，任中国农业银行国际业务部干部、副处长、处长、副总经理、总经理。2007年1月至2008年12月，任中国农业银行广西分行党委书记、行长。2009年1月至2009年5月，任中国农业银行零售业务总监兼个人业务部总经理、个人信贷业务部总经理。2009年5月至2013年9月，任中国农业银行零售业务总监兼个人金融部总经理。
2013年9月，任中信集团党委委员兼中信股份副总经理、党委委员。2014年3月至2014年5月，任中信银行非执行董事。
2014年5月6日，任中信银行党委书记。2014年5月20日至2016年6月30日，任中信银行执行董事、行长；成为继原中国工商银行行长张肖之后全国性大中型股份制商业银行第二位女行长。
2018年7月，中信银行广州行长谢宏儒在李庆萍力荐下，获聘中信银行总行业务总监。2021年9月，谢宏儒被查，李庆萍被牵连。
2022年10月，李庆萍到龄退休后。2023年，因卷入谢宏儒案件被追责，遭被开除党籍处分，行政待遇从厅局级降为科级。

## 评价
一位接近汇金公司的业内人士评价道：“她的任职是当次组织部门对八个中管金融企业副职干部职位的公开选拔竞聘中，获得晋升的其中一位。这种公开竞聘是组织部门用人机制的一次创新。是组织部门第一次统一组织的大范围、跨行、跨业务领域的金融机构高管副职的竞聘，竞聘者共有来自十几家机构的五六十人。这八位副职高管是从层层选拔中，披荆斩棘、脱颖而出，市场化的竞争上岗的色彩更浓了一些，基本确保是有才干的人才能上。至少不是靠被党委书记喜欢这一个因素，就能提拔上来
。”